# ホー・スアン・フオン
ホー・スアン・フオン（ベトナム語：Hồ Xuân Hương / 胡春香、景興33年（1772年） - 明命3年（1822年））はベトナムの女流詩人。グエン・ズーとともに代表的なベトナム詩人とされる。チュノムによる詩作が有名で、後世にその影響が残っている。

## 作風
儒教社会で育てられた女性でありながら、強い独立志向と社会規範への反抗的な感情を備えていた。その詩作には露骨な性的暗喩や表現が多用され、不遜かつ難解な上、ダブル・ミーニングに満ちているという特徴がある。

## ホー・スアン・フオンに因んで名付けられたもの
- ホーチミン市の3区や、ハノイのハイバーチュン区を始め、多くの都市にホー・スアン・フオン通り、ホー・スアン・フォン街などが存在する。